# Anthony Taylor
Anthony Taylor (sinh 20 tháng 10 năm 1978) là một trọng tài chuyên nghiệp người Anh đến từ Wythenshawe, Manchester. Taylor bắt chính các trận đấu tại Premier League lần đầu vào năm 2010, trở thành trọng tài FIFA năm 2013. Hiện nay ông vẫn đang làm việc tại Giải bóng đá Ngoại hạng Anh.
Taylor đã từng cầm còi một số trận đấu quan trọng: Chung kết Cúp EFL 2015, Siêu cúp Anh 2015 và Chung kết Cúp FA 2017 và 2020.
Taylor cũng được UEFA giao nhiệm vụ bắt chính trận Siêu cúp châu Âu 2020.
Ông cũng làm việc tại EURO 2020, và trong trận đấu giữa Đan Mạch và Phần Lan ở vòng bảng, Taylor đã có một quyết định hợp lý khi cho tạm dừng trận đấu trước sự cố đột quỵ trên sân của tiền vệ bên phía Đan Mạch - Christian Eriksen.

## Thống kê
| Mùa     | ST | Tổng | TB 1 trận | Tổng | TB 1 trận |
| ------- | -- | ---- | --------- | ---- | --------- |
| 2006–07 | 26 | 78   | 3.00      | 5    | 0.19      |
| 2007–08 | 36 | 105  | 2.92      | 10   | 0.28      |
| 2008–09 | 38 | 91   | 2.39      | 4    | 0.11      |
| 2009–10 | 36 | 92   | 2.56      | 8    | 0.22      |
| 2010–11 | 32 | 118  | 3.69      | 12   | 0.36      |
| 2011–12 | 34 | 106  | 3.12      | 8    | 0.24      |
| 2012–13 | 35 | 89   | 2.54      | 6    | 0.17      |

Số liệu tính từ mùa 2006-07.